# Joyner Lucas
Gary Maurice "Joyner" Lucas, Jr. (Worcester, 1988. augusztus 17. –), ismertebb nevén Joyner Lucas amerikai rapper, énekes, zenei producer, költő és szövegíró Worcesterből.
Lucas 2015-ben tett szert széles körben ismertségre és kritikai elismerésre, mikor kiadta a "Ross Cappichioni" című dalát. 2017-ben kiadta a negyedik mixtape-jét, amely az első volt egy nagyobb kiadónál. 2017. november 28-án kiadta az "I'm Not Racist" című zenéjét YouTubera, amely hamarost elterjedt, és gyűjtött be elismeréseket. Később jelölték is a Legjobb videóklippért járó Grammy Díjra a 61st Grammy Awards-on. Lucas korábban az Atlantic Recordhoz volt szerződve, míg 2018 decemberében be nem jelentette távozását.

## Fiatalkora
Gary Maurice Lucas, Jr. 1988. augusztus 17-én született Worcesterben, Massachusetts-ben. Lucas 10 éves korában kezdett rappelni.
A worcesteri South High Community Schoolban tanult.

## Karrier
Lucas először G-Storm néven rappelt. 2007-ben megváltoztatta nevét Future Joynerre, és elkezdett dolgozni a nagybátyjával, Cyrus tha Great-tel: létrehozták a "Film Skool Rejekts" kiadót. Megjelentették a Workprint: The Greatest Mixtape of All Time című mixtape-jüket ugyan ebben az évben. Lucas folytatta kiadását Future Joyner név alatt a "Listen 2 Me" című első mixtape-jét 2011-ben. Miután egy Future nevű rapper népszerűvé vált, elhagyta a Future nevet a nevéből, és Joyner Lucasként folytatta.
Lucas 2015. április 5-én kiadta az "Along Came Joyner" című mixtapejét. Ez a mixtape tartalmazta a kritikus által elismert "Ross Cappiochini" című zenét. A sikert követve részt vett a 2015 BET Hip-Hop Awards Cypheren.
2016. szeptember 21-én leszerződött az Atlantic Recordshoz. Az Atlantic Records-szal kiadta az "508-507-2209" című projektjét 2017. június 16-án. A mixtape 7. helyen végzett a Heatseeks Albumson, és tartalmazta az "I'm Sorry", "Ultrasound", "Winter Blues" című zenéket.
2017. november 28-án a YouTubera kirakta az "I'm Not Racist" című zenéjét, amely hamar el is terjedt. Egy nagyon vitatott zene, a fajokról és a társadalomról rappel benne, a faji viszonyokról egy fekete és egy fehér ember szeméből. 2018. február 28-án bejelentette közös projektjüket Chris Brownnal "Angels & Demons" néven, következő nap pedig kiadták a "Stranger Things" című zenéjüket. 2018. április elsején kiadta a "Frozen" című zenéjét, melyben a felelőtlen vezetés különböző fajtáiról rappel. Május másodikán ismét kiadtak egy zenét az "Angels & Demons" című albumról, az "I Don't Die"-t.
2018. július 31-én Lucas bejelentette, hogy az "I'm kinda a Big Deal" turnéját le kell mondania rekedtsége és gégegyulladása miatt Európában és Ausztráliában.
Lucas Eminem legújabb albumán készített egy közös zenét vele, a "Lucky You"-t. A zene 6. helyen végzett a Billboard Hot 100-on, és jelölték Grammy díjra is.
2018 október 12-én bejelentette, hogy október 17-én ki fog adni egy zenét az új projektjéből. Az "I Love" című zene úgy lett kiadva, mint a vezető zenéje az új stúdió albumának, az "ADHD"-nak. Az "ADHD" albuma 2020. március 27-én jelent meg. 2018 Októberétől az album megjelenéséig 9 dalt adott ki az albumról.
2020. augusztus 17-én, Lucas bejelentette az új EP-jét az Evolutiont, és hozzá egy megjelenési dátumot. Az EP végül 2020. október 23-án jelent meg. Az EP két dalt jelentett meg, a megjelenés előtt. Ezek a "Snitch" és a "Fall Slowly" Ashanti közreműködésével.

## Magánélet
Lucasnak van egy gyermeke, aki gyakran megjelenik a zenéiben. Lucas nagyon privátan éli a napjait.

## Díjak, és jelölések

### Grammy Díjak
Joynert két Grammy díjra jelölték.
| Év   | Díj                | Kategória                        | Kijelölt munka | Eredmény | Ref. |
| ---- | ------------------ | -------------------------------- | -------------- | -------- | ---- |
| 2018 | 61st Grammy Awards | A legjobb videóklippért járó díj | Joyner Lucas   | Jelölve  |      |

| Év   | Díj                | Kategória                      | Kijelölt munka | Eredmény | Ref. |
| ---- | ------------------ | ------------------------------ | -------------- | -------- | ---- |
| 2018 | 61st Grammy Awards | A legjobb rap zenéért járó díj | Joyner Lucas   | Jelölve  |      |